# Christina Haubrich
Christina Haubrich (* 24. April 1971 in Starnberg) ist eine deutsche Politikerin (Bündnis 90/Die Grünen) und Krankenschwester. Von 2018 bis 2023 war sie Abgeordnete des Bayerischen Landtages.

## Leben
Haubrich ging in Merching und Augsburg zur Schule und ist als Krankenschwester und Heilpraktikerin in Bayern tätig. Sie ist verheiratet und hat drei Kinder. Sie ist römisch-katholischer Konfession.

## Politik
Seit 2011 ist Haubrich Mitglied von Bündnis 90/Die Grünen. In Merching ist sie seit 2014 Mitglied im Gemeinderat. Bei der Landtagswahl in Bayern 2018 kandidierte sie im Stimmkreis Aichach-Friedberg und auf einem Listenplatz der Grünen in Schwaben. Sie zog in den Bayerischen Landtag ein und war dort für ihre Partei gesundheitspolitische Sprecherin sowie Mitglied des Landesgesundheitsrates und Mitglied des Ausschusses für Pflege und Gesundheit. Bei der Landtagswahl 2023 trat sie erneut an, verfehlte aber den Wiedereinzug in den Landtag.